# SMH Group Stadium
Het SMH Group Stadium, voorheen bekend als Technique Stadium, Proact Stadium en B2Net Stadium, is een voetbalstadion in de Engelse stad Chesterfield. Het wordt voornamelijk gebruikt als thuisstadion van de voetbalclub Chesterfield FC, maar er worden ook concerten in het stadion gehouden. Het biedt 10.400 zitplaatsen, die verdeeld zijn over vier losstaande tribunes.
Het stadion werd van 2009 tot 2010 gebouwd op het terrein van een oude glasfabriek. Op dat terrein bevinden zich ook een grote supermarkt, een fastfoodrestaurant en kantoren.